# Boromir de Gondor
Boromir es un personaje ficticio que forma parte del legendarium creado por el escritor británico J. R. R. Tolkien y cuya historia es narrada en los apéndices de la novela El Señor de los Anillos. Hijo de Denethor I, fue el undécimo Senescal Regente del reino de Gondor. Nació en Minas Tirith en el año 2410 de la Tercera Edad del Sol y asumió el gobierno de Gondor en el año 2477 T. E. tras la muerte de su padre.
Es considerado uno de los grandes capitanes de Gondor, puesto que, durante el gobierno de su padre, cuando los orcos de Mordor tomaron Osgiliath el 2475 T. E., él condujo las tropas que los derrotaron y que destruyeron los puentes para proteger Anórien. 
En esa batalla recibió una herida con un arma de Minas Morgul que lo debilitó de tal manera que, tras haber asumido la senescalía, solo llegó a gobernar por 12 años, falleciendo el 2489 T. E. Fue sucedido por su hijo Cirion.